# Logan County, Nebraska
Logan County är ett administrativt område i delstaten Nebraska, USA, med 763 invånare. Den administrativa huvudorten (county seat) är Stapleton.

## Geografi
Enligt United States Census Bureau så har countyt en total area på 1 479 km². 1 479 km² av den arean är land och 0 km² är vatten. 

### Angränsande countyn
- Thomas County - nord
- Blaine County - nordost
- Custer County - öst
- Lincoln County - söder
- McPherson County - väst